# Крус, Монтсе
Монтсеррат (Монтсе) Крус Фунес (исп. Montserrat (Montse) Cruz Funes; род. 4 октября 1979, Сан-Рафаэль, Мендоса) — испанская хоккеистка на траве, полевой игрок. Участница летних Олимпийских игр 2008 года.

## Биография
Монтсе Крус родилась 4 октября 1979 года в аргентинском городе Сан-Рафаэль.
Играла в хоккей на траве за испанский «Де Кампо» из Мадрида.
В 2008 году вошла в состав женской сборной Испании по хоккею на траве на летних Олимпийских играх в Пекине, занявшей 7-е место. Играла в поле, провела 7 матчей, мячей не забивала.
В 2009 году участвовала в чемпионате Европы в Амстердаме, где испанки заняли 4-е место. Забила 1 мяч.
В 2010 году выступала на чемпионате мира в Росарио, где сборная Испании заняла последнее, 12-е место. Забила 1 мяч.